# Juvelkvarnen

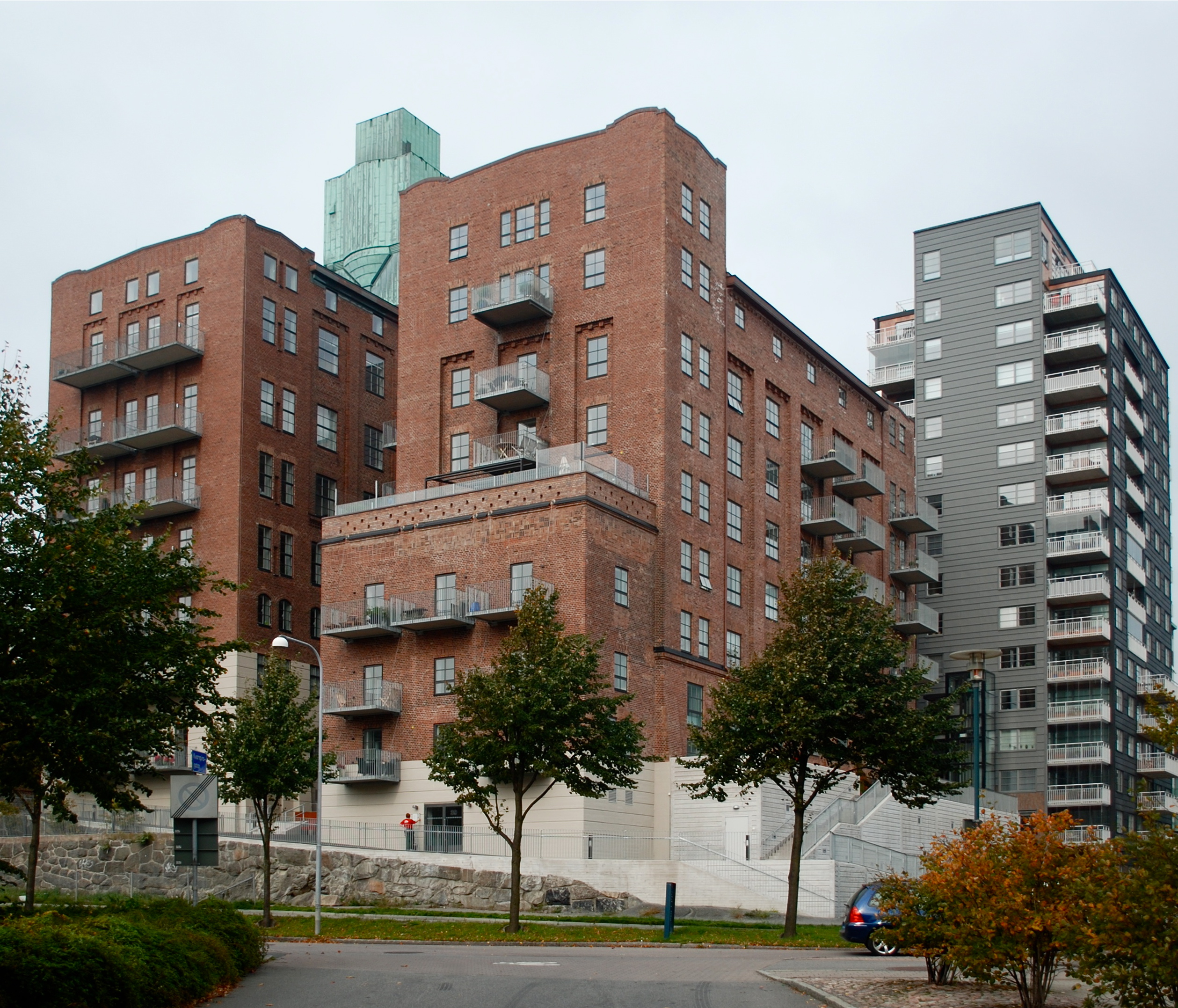
Juvelkvarnen ombyggd till bostäder i september 2010. Till vänster den likaledes ombyggda spannsmålsilon och till höger det nya höghuset Tre lejon.

Juvelkvarnen eller kvarnen Tre Lejon var en spannmålskvarn vid Norra Älvstranden på Hisingen i Göteborg, belägen på berget bakom Eriksbergsvarvet på egendomen Sannegården. Kvarnen lades ned 2001 och byggdes under 2009 om till bostäder samtidigt som ett nytt höghus, Kronjuvelen, har uppförts.

## Historik
Kvarnen grundades av Kristianstadföretaget AB Mårten Pehrsons Valsqvarn, som då även drev två andra kvarnrörelser i Kristianstad; Norra Kvarnen och Södra Kvarnen. Vid tiden för anläggandet av den nya kvarnen i Göteborg fanns redan tre större kvarnrörelser i staden; AXA havregrynskvarn vid Agnesberg, Göteborgs Ångkvarns AB vid Andra Långgatan i Masthugget och AB Göteborgs Ris- och Valskvarn ("Gyllenhammars") på Hisingen. Efter avslutade tomtförhandlingar kunde fullmäktige den 5 juni 1913 underteckna en överlåtelse av ett stycke mark på drygt 5 000 kvadratmeter. Priset var 15 kronor per kvadratmeter. Byggnadslov till den nya kvarnen erhölls den 2 december 1913. Byggnaderna uppfördes av byggmästaren Lars Hansson i Arvika och arkitekt var Per Lennart Håkanson (1876-1956). Kvarnens lagringskapacitet var 4 000 ton spannmål och malkapaciteten var 500 ton spannmål per dygn fördelat på vete/råg/sammalningsverk/hammarkvarn.
Då det inte fanns någon kaj utmed älvstranden byggdes en brygga rakt ut i älven där fartygen kunde lägga till för att lossa och lasta. Bryggan konstruerades av Carl Ritzén och utfördes helt i trä, och gick det åt omkring 600 grova furupålar samt 750 löpmeter rundtimmer. På bryggan placerades en pneumatisk lossningselevator - som till ett transportband - kunde suga upp 80 ton spannmål per timma, direkt ur fartygens lastutrymmen.

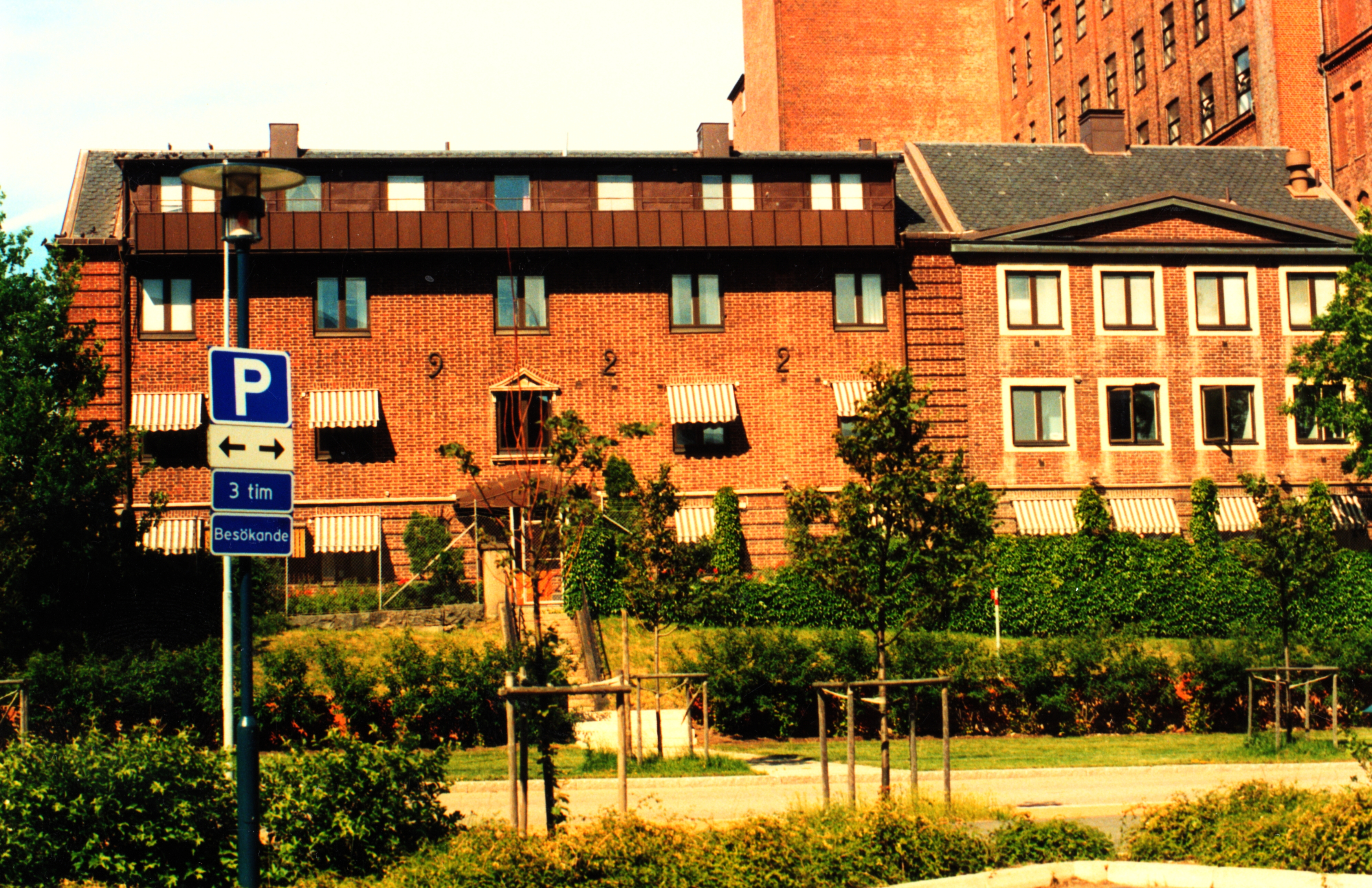
Juvelkvarnen (sidohus, 2001).

Staden lät strax därefter anlägga en industri- och hamnjärnväg  (Hamnbanan) som öppnades för trafik 1914, från Tingstads municipalsamhälle till Sannegården, vars hamn samtidigt byggdes. Samma år byggdes även ett industrispår från Sannegårdens station till den nya kvarnen.
Efter omfattande fördröjningar sattes anläggningen i reguljär drift den 2 september 1915, samt invigdes den 11 september. Den 2 november 1915 slutbesiktigades både kvarnbyggnader och bostadshus. Totalt hade kvarnen kostat 1,3 miljoner kronor att bygga, vilket var cirka 100 000 kronor mer än beräknat på grund av prisstegringarna som första världskriget orsakat.
Från 1925 och fram till nedläggningen i maj 2001 ägdes kvarnen av KF, som då beslutade att koncentrera produktionen till andra orter.

## Ombyggnad till bostäder
JM Bygg köpte år 2000 området för 138 miljoner kronor av KF:s dotterbolag Tre Lejon. Våren 2004 inleddes en ombyggnad av Juvelkvarnen till bostäder, både själva kvarnen och silobyggnaden Mjölner (33 lägenheter) byggdes om och det nya bostadshuset Tre lejon uppfördes. Kvarnen fick 59 lägenheter och Magasinet 108 lägenheter. Totalt skapades 200 nya bostäder.

### Kronjuvelen

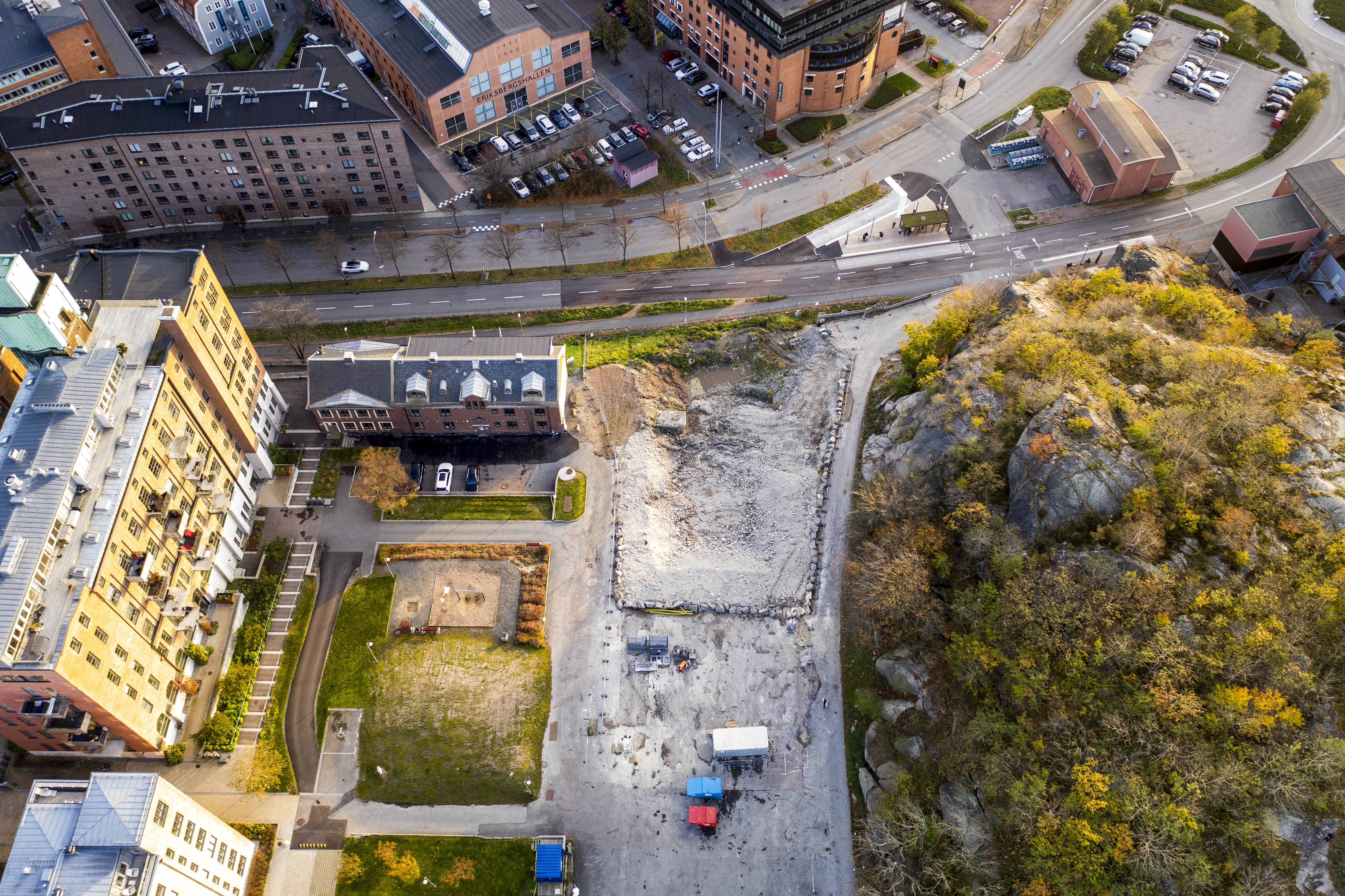
Platsen efter den rivna silon vid Juvelkvarnen

År 2018 rev JM silon och ett 23-vånings bostadshus med 176 lägenheter uppfördes på platsen. Höghuset på 80 meter ersätter silon som landmärke för området. De boende disponerar en gemensam takterrass och relaxavdelning.